# روبرت لودلم
روبرت لودلم (بالإنجليزية: Robert Ludlum)‏ ‏ (مواليد 25 مايو 1927 - وفيات 12 مارس 2011) كان كاتباً أمريكياً لروايات الإثارة البوليسية. نشر لودلم 27 رواية، من أشهرها «ثلاثية بورن» (The Bourne Trilogy).
يقدر عدد النسخ المطبوعة والمنشورة من كتبه بين 300 مليون إلى 500 مليون نسخة؛ والتي نشرت بحوالي 33 لغة وفي 40 بلد.
سابقاً نشر روبرت لودلم أيضاً تحت الاسمين المستعارين جوناثان رايدر Jonathan Ryder ومايكل شيبارد Michael Shepherd ‏.